# Anafaza
Anafaza je faza mitoze u kojoj se hromatide svakog hromozoma razdvajaju i postepeno pomeraju ka onom polu deobnog vretena ka kome su okrenute. U anafazi se moze uočiti i promena oblika deobnog vretena. Ono se izdužuje, a čitava ćelija prati to izduživanje.